# Finlands FN-förbund
Finlands FN-förbund (finska: Suomen YK-liitto) är ett finländskt samarbetsorgan för ett antal folkrörelser. 
Finlands FN-förbund, som har sitt säte i Helsingfors,  grundades 1954 av 15 organisationer med målsättning att bland annat stödja Finlands medlemskap i Förenta nationerna (FN), vilket också uppnåddes ett år senare. Under 1950-talet hade förbundet ingen självständig roll gentemot landets officiella FN-politik. Men mot slutet av 1960-talet blev verksamheten mer ställningstagande och började få drag av en mer regelrätt folkrörelse. Även fostran till internationalism hade då kommit in i verksamheten. Förbundet verkar i dag bland annat genom att sprida information och material om FN samt arrangera seminarier, diskussioner och utbildning om kulturkännedom, utvecklingsfrågor och internationalism. Viktiga målgrupper för verksamheten är skolor, bibliotek, media och organisationer. Förbundet har över 60 medlemsorganisationer med allt från ungdoms- och studentorganisationer till freds- och utvecklingsorganisationer och fackförbund. Förbundet samarbetar med bland annat FN-relaterade organisationer i Finland samt på det internationella planet med andra FN-förbund. Verksamheten finansieras delvis av utrikesministeriet. Genom åren har föreningar och institutioner som senare blivit självständiga utvecklats inom förbundet, sådana är Finlands flyktinghjälp, Finlands Unicef-förening (finska: Suomen Unicef-yhdistys, grundat 1968) och Servicecentralen för utvecklingssamarbete. Finlands FN-förbund ger ut tidningen Maailmanpyörä (grundad 1966) som tar upp internationella frågor.